# SUMPAC
SUMPAC é a sigla de Southampton University Man Powered Aircraft, uma aeronave de propulsão humana que voou em 9 de novembro de 1961, sendo este considerado o primeiro voo movido a propulsão humana oficialmente autenticado. 

## Projeto e desenvolvimento
A aeronave foi desenhada e construída por uma equipa de estudantes pós-graduados da Universidade de Southampton. O projeto foi financiado pela Royal Aeronautical Society.
O SUMPAC consistia em pedais e correntes ligadas a um propulsor de duas pás. Pilotado por Derek Piggott, no seu primeiro voo de 9 de novembro de 1961, no aeródromo de Lasham, perfez 64 metros e voou até uma altura de 180 cm.  O voo mais longo foi de 594 metros subindo até 460 cm.  Um total de 40 voos foram feitos pelo SUMPAC, até que depois de uma queda em 1963 foi decidido retirar o avião para um museu. Atualmente o SUMPAC está exposto no Solent Sky Museum em Southampton.